# Tamilski jezik
Tamilski jezik (தமிழ்; ISO 639-3: tam) jezik je tamilskog naroda i jedan od jezika Indije. Govori se u državi Tamil Nadu i teritoriju Pondicherry (Pondichéry), gdje ima status službenog jezika. Također je službeni jezik u Maleziji, Šri Lanki i Singapuru. Zajednice koje govore ovim jezikom postoje na Fidžiju, u Indoneziji, Mianmaru, Južnoj Africi, na Mauricijusu i Reunionu, kao i u Europi i Sjevernoj Americi.

## Karakteristike
Tamilski jezik pripada porodici dravidskih jezika. To je jedan od najdrevnijih jezika koji se rabe i danas, i praktički je neizmijenjen u posljednjih 2500 godina. Stranih riječi ima malo, uglavnom iz hindskog, portugalskog, nizozemskog i engleskog. Neke su tamilske riječi ušle u širu upotrebu u svijetu, npr.: mango i katamaran (கட்டு மரம், katu maram „povezane grede“).
Piše se fonetskim alfabetom izvedenim iz brahmanskog pisma. U pismu postoji 12 samoglasnika i 18 suglasnika. Od njih se može napraviti 216 kombinacija. S još jednim posebnim simbolom ('ஃ' ak), ukupan broj znakova je 247.
Tamilski je aglutinativan jezik, poput ostalih dravidskih jezika. Sufiksi mogu tvoriti nove riječi ili označavati broj, vrijeme, raspoloženje itd.
Kao i drugi dravidski jezici (osim jezika malayalam), tamilski karakterizira jaka diglosija. Standardni pisani jezik posljednji je put moderniziran i kodificiran u XIII. st.
Razgovorni se jezik jako razlikuje od književnog tamilskog (u pravopisu, fonetici, sintaksi), tako da mali Tamili uče standardni pisani jezik skoro kao strani jezik: ab ovo.

## Klasifikacija
Tamilski pripada tamilskoj podskupini tamilsko-malajalamskih jezika, široj skupini tamil-kodagu jezika, i jedan je od 47 južnodravidskih jezika.

## Primjeri teksta

### Tamilski jezik
மனிதப் பிறவியினர் சகலரும் சதந்கிரமாகவ அவர்கன் மகிப்பிலும் உரிமைகளிம் சமமானவர்கள்.

### Latinizacija
Manidap piraviyinar sagalarum sudandiramaagavey ; avargan magippilum urimagailim samamaanavargal.

### Prijevod
Sva ljudska bića rađaju se slobodna i jednaka u dostojanstvu i pravima. 

## Brojevi
Tamilski, grantskog porijekla, koristi decimalni brojevni sustav :
| Brojevi | Brojevi | Brojevi | Brojevi | Brojevi | Brojevi | Brojevi | Brojevi | Brojevi | Brojevi | Brojevi | Brojevi | Brojevi  |
| ------- | ------- | ------- | ------- | ------- | ------- | ------- | ------- | ------- | ------- | ------- | ------- | -------- |
| ௧ (1)   | ௨ (2)   | ௩ (3)   | ௪ (4)   | ௫ (5)   | ௬ (6)   | ௭ (7)   | ௮ (8)   | ௯ (9)   |         | ௰ (10)  | ௱ (100) | ௲ (1000) |

Ovaj sustav brojeva se već stoljećima ne koristi, nego se može naći u starim zapisima, kao i na raznim hinduističkim hramovima. Tamilski danas koristi brojeve koje razgovorno nazivamo "arapskima".

## Gramatika
Normalan raspored riječi u tamilskom je: subjekt, objekt, predikat. Tamilski poznaje tri vremena: sadašnjost, prošlost i budućnost.

### Padeži
Tamilski poznaje osam padeža, to su :
- nominativ
- akuzativ
- genitiv
- dativ
- vokativ
- ablativ
- instrumental
- asocijativ

### Glagoli
Glagoli u tamilskom su podijeljeni u dvije skupine: slabi i jaki glagoli.

#### Konjugacija
- ja : naan / -één
- ti : nii / -ay
- on : avar / -ar
- ona : ava ili aval / -a ili -al
- ono : adu / -adu (ili -um u futuru)
- mi : nangal / -om
- vi : ningal / -ingal ili -irgal (također je i izraz pristojnosti)
- oni, one: avargal / -argal

Ningal (vi) je, kao i u hrvatskom, izraz pristojnosti te se obično koristi u oslovljavanju starijih osoba, osoba više hijerarhije i sl. Nii (ti) se koristi u razgovoru s mlađim osobama, kao i u familijarnom govoru.

## Vanjske poveznice
- Ethnologue (14th)
- Ethnologue (15th)
- Ethnologue (16th)
- Etnološki izvještaj o tamilskom jeziku  Arhivirana inačica izvorne stranice od 7. srpnja 2010. (Wayback Machine)
- Arhiva projekta „Rrosetta“[neaktivna poveznica]
- Povijest i karakteristike tamilskog jezika
- Tamilski jezik i literatura
- Lekcije tamilskog jezika  Arhivirana inačica izvorne stranice od 20. srpnja 2006. (Wayback Machine)
- Rječnik tamilsko-francuski-tamilski
- Lekcije tamilskog na engleskom
- Tamilsko pismo, izgovor i jezik
- Korisne fraze na tamilskom jeziku s prijevodom na engleski i jezike Indije